# China Crisis
China Crisis - британський музичний гурт, що утворився в 1979 році в Керкбі (неподалік Ліверпуля), графство Мерсісайд. Колектив очолювали Гері Дейлі ( клавішні, вокал ) та Едді Ландон ( гітара )  . В основному гурт виконував поп, схожий за стилем з новою хвилею, але з великою долею пост-панку початку 80-х років . Музиканти China Crisis активно реагували на політичні події, що відбувалися у світі. Це позначилося на тематиці текстів  їх пісень  .  Музичний гурт досяг  піку свого успіху у Великій Британії в період з 1982 по 1987 рік, крім того, він мав невелику кількість фанатів у Західній Європі, Австралії та Америці .

## Біографія
Дейлі та Ландон захоплювалися творчістю Стіві Уандера, Steely Dan, Девіда Боуї та Браяна Іно і самі виконувати твори різних пост-панк-груп і складати власні пісні.  Згодом Дейлі зацікавився звуковими експериментами із синтезаторами та драм-машинами  . У 1982 році разом з барабанщиком і перкусіоністом Дейвом Ріллі вони записали дебютний сингл "African and White", що гостро підняв тему расизму. Сингл був виданий на незалежному лейблі Inevitable. У червні 1982 року група China Crisis виступила на розігріві у колишнього гітариста Television Тома Верлейна в Лондоні  . Після підписання контракту з Virgin Records група приступила до запису альбому, який згодом отримав хитромудру назву - Difficult Shapes & Passive Rhythms . Завдяки перевипуску синглу "African & White" колектив потрапив у чарти , а саме на 45 місце  . Наступний сингл - "Christian" - потрапив на дванадцяте місце і приніс групі популярність у Великій Британії   . На той час Ріллі залишив групу, але його продовжували зазначати на обкладинках синглів як запрошеного учасника разом з новим музикантом Стівом Ліваєм ( гобой та саксофон ). Альбом посів двадцять перший рядок у відповідному списку  . Незабаром гурт вирушив у гастрольний тур, супроводжуючи виступи Simple Minds .
Для роботи над другим альбомом «Working with Fire and Steel» були запрошені Гері Джонсон ( бас-гітара ) та Кевін Вілкінсон (ударні). Альбом вийшв у продаж в 1983 році ; а окремий синг з цього альбому «Wishful Thinking» досяг 9-го місця в UK Singles Chart , ознаменувавши початок постійного перебування групи в чартах протягом 1984 і 1985 років. Сингли «Tragedy» and «Mystery» та «Working with Fire and Steel» також потрапили до британського хіт-параду. Альбом отримав срібний статус у 1984 році від британської асоціації виробників фонограм . В 1994 він був сертифікований як золотий  .
Для запису наступного альбому музиканти звернулися із проханням до продюсера Брайана Іно, який не зміг взяти участь у його записі, тому China Crisis вирішили знайти йому заміну. Уолтер Беккер із Steely Dan зацікавився творчістю колективу та вирішив стати продюсером цього альбому. Він провів переговори з гуртом і почав разом із учасниками працювати над новим творінням групи — Flaunt the Imperfection  . За музичним оформленням диск сильно відрізнявся від попереднього матеріалу, хоча деякі його композиції нагадували ранні роботи гурту. Хоча головним жанром, у якому представлений Flaunt the Imperfection була нова хвиля, альбом також поєднує в собі такі жанри, як реггі, джаз, рок та поп  . Платівка дісталася дев'ятого місця в UK Albums Chart , а в США в Billboard 200 вона піднялася до ста сімдесят першого місця  . Композиція King in a Catholic Style стала популярною в США  . Музиканти були настільки задоволені роботою Беккера, що записали його п'ятим повноправним учасником гурту на обкладинці грамплатівки. Уолтер Беккер проживав на той час на Гаваях і взагалі не виступав у складі China Crisis. Для роботи під час гастролей  до колективу було запрошено нового клавішника — Браяна Макніла. Flaunt the Imperfection став золотим на батьківщині гурту  .
У 1986 році музиканти China Crisis розпочали співпрацю з відомими продюсерами Клайвом Ленгером та Аланом Уінстенлі . Результатом їх роботи став диск What Price Paradise . Найбільший успіх мав хіт-сингл з цього альбому — «Best Kept Secret» (номер тридцять шість у рейтенгу на початку 1987)  . Диск не мав великого попиту і виявився комерційно неуспішним, але проте в творчому плані він не поступався попереднім релізам. Альбом потрапив у чарт Billboard 200 на сто чотирнадцяте місце  .
Diary of a Hollow Horse, що вийшов у 1989, виявився таким же неуспішним у комерційному плані, як і What Price Paradise . У UK Abums Chart він дійшов до п'ятдесят восьмого рядка, виявившись вищим, ніж попередній реліз (шістдесят третє місце), сингли «St. Saviour Square» та «Red Letter Day» не потрапили до хіт-парадів та інтерес до творчості China Crisis згас. Однак у 1990 році групі пощастило знову потрапити до британського чарту зі збіркою кращих пісень - China Crisic Collection - The Very Best of China Crisis (позиція  номер 32), але це був останній раз, коли гурт потрапляв у чарти  . Останній студійний альбом грурту Warped by Success вийшов в 1994 на лейблі Stardumb Records , але він не потрапив у чарти і не користувався популярність серед слухачів.

## Дискографія
| Сингли - «African and White» - «Scream Down at Me» - «No More Blue Horizons» - «Christian» - «Tragedy and Mystery» - «Working with Fire and Steel» - «Wishful Thinking» - «Hanna Hanna» - «Black Man Ray» - «King in a Catholic Style (Wake Up)» - «You Did Cut Me» - «The Highest High» - «Arizona Sky» - «Best Kept Secret» - «St. Saviour Square» - «Red Letter Day» - «Everyday the Same» | Студійні альбоми - Difficult Shapes & Passive Rhythms, Some People Think It's Fun to Entertain (1982) - Working with Fire and Steel — Possible Pop Songs Volume Two (1983) - Flaunt the Imperfection (1985) - What Price Paradise (1986) - Diary of a Hollow Horse (1989) - Warped by Success (1994) - Autumn in the Neighbourhood (2015) Інші альбоми - Collection (The Very Best of China Crisis (1990) - Diary — A Collection (1992) - Acoustically Yours (1995) - Wishful Thinking (1997) - The Best of China Crisis (1998) - The Best Songs of China Crisis Live (1999) - Scrap Book Vol 1: Live at The Dominion Theatre (2002) Відеоальбоми - Showbiz Absurd (1985) - Life In Liverpool (2003) - Live In Concert at The Paul McCartney Auditorium Liverpool Insitude of Performing Arts (2007) |